# 해리 덱스터 화이트
해리 덱스터 화이트(Harry Dexter White, 1892년 10월 29일 ~ 1948년 8월 16일)는 미국 재무부 고위직으로 근무한 소련 간첩이다. 재무장관 헨리 모겐타우 주니어와 긴밀히 근무하며 제2차 세계 대전에서 연합국을 위한 미국 재정 정책 설정을 도왔고 그 와중에 당시 미국의 동맹이었던 소련에 수많은 기밀을 건넸다. 화이트는 전후 경제 질서를 수립한 1944년의 브레튼우즈 회의에서 미국의 고위 관료였다. 회의를 주도하여 존 메이너드 케인스의 주장들에 따라 전후 재정 기관에 대한 스스로의 관점을 주장함으로써 국제 통화 기금과 세계 은행의 주요 설계자가 됐다.
1948년 소련 간첩 혐의로 체포됐는데 화이트는 이를 강하게 부인했고 갑자기 심장마비로 죽었다. 공산당원이었던 적은 절대 없었지만 그의 간첩 신분은 베노나 프로젝트를 통한 소련 통신 암호의 도청 및 해독과 관련, FBI 기밀문서를 통해 확인됐다.